# NGC 6051
NGC 6051 est une vaste et lointaine galaxie elliptique située dans la constellation du Serpent. Sa vitesse par rapport au fond diffus cosmologique est de 9 494 ± 17 km/s, ce qui correspond à une distance de Hubble de 140,0 ± 9,8 Mpc (∼457 millions d'al). NGC 6051 a été découverte par l'astronome français Édouard Stephan en 1881.
À ce jour, neuf mesures non basées sur le décalage vers le rouge (redshift) donnent une distance de 129,722 ± 31,671 Mpc (∼423 millions d'al), ce qui est à l'intérieur des valeurs de la distance de Hubble.
Certaines sources identifient NGC 6051 à IC 4588,, ce qui est une erreur.